# Natalia Selezniova
Natalia Igorevna Selezniova (en russe : Наталья Игоревна Селезнёва), née le 19 juin 1945 à Moscou en Union soviétique, est une actrice soviétique puis russe.

## Biographie
Natalia Selezniova nait à Moscou. Elle fait ses débuts à l'écran en 1953 à l'âge de huit ans, dans le film Alyosha Ptitsyn Develops Character d'Anatoli Granik.
Elle fait ses études à l'Institut d'art dramatique Boris-Chtchoukine sous la direction de Boris Zakhava, et en sort diplômée en 1966. Elle rejoint la troupe du Théâtre de la Satire.
Au cinéma, le succès lui vient en 1965, avec la sortie d'Opération "Y" et autres aventures de Shurik de Leonid Gaïdaï, où elle incarne l'étudiante Lida dans l'épisode Obsession. De plus, l'actrice doit sa popularité à l'émission télévisée Kabatchok "13 Chaises", où elle joue le rôle de Mme Katarina.
Actrice possède une datcha à Sovietski Pissatel.

## Filmographie
- 1953 : Aliocha Ptitsyne se forge un caractère (Алёша Птицын вырабатывает характер) d'Anatoli Granik (ru) : Sachenka
- 1961 : Alyonka (Алёнка) de Boris Barnet
- 1965 : Opération Y et autres aventures de Chourik de Leonid Gaïdaï
- 1972 : Point, point et virgule (Точка, точка, запятая…,) de Alexandre Mitta : médecin
- 1973 : Ivan Vassilievitch change de profession de Leonid Gaïdaï
- 1975 : C'est impossible (Не может быть!) de Leonid Gaïdaï : Tatiana
- 1979 : Le Thème (Тема) de Gleb Panfilov : Svetlana

### Récompenses
- Artiste du peuple de la fédération de Russie (1996)[1]
- Ordre de l'Amitié (2006)
- Ordre de l'Honneur (2015)